# Santa Eulàlia d'Asnurri
Santa Eulàlia d'Asnurri és un monument del municipi de les Valls de Valira (Alt Urgell) protegit com a bé cultural d'interès local.

## Descripció
Edifici religiós, originàriament romànic, d'una nau coberta amb volta de canó i amb capelles afegides. L'absis, amb tres finestres de doble esqueixada, és semicircular i es troba coronat per un petit campanar quadrat afegit. La portada s'obre a la façana W.

## Història
Esmentada en l'acta de consagració de la catedral d'Urgell, el lloc va pertànyer fins a la fí de l'antic règim al bisbe d'Urgell. Fins al 1936 conservà una imatge romànica de la Mare de Déu.